# Virginia Gardner
Virginia Elizabeth Gardner (Sacramento (Californië), 18 april 1995) is een Amerikaans actrice. Ze speelde in diverse films en series, waaronder Halloween, Fall en The Righteous Gemstones.

## Carrière
Gardner maakte in 2011 haar acteerdebuut met haar rol van Lemon in de televisieserie Hart of Dixie. Daarna volgden meerdere kleine rollen in meerdere series, waaronder in Lab Rats en Glee. In oktober 2013 was Gardner te zien in haar eerste grotere rol als het personage Lexy Bloom in de ABC-serie The Goldbergs, ze speelde deze rol tot mei 2014.
Gardner was in januari 2015 met de film Project Almanac voor het eerst in een langspeelfilm te zien. Hierna speelde ze door de jaren heen meerdere rollen in films, waaronder in Goat, Halloween en Beautiful Disaster.

## Filmografie

### Film
- 2015: Project Almanac, als Christina Raskin
- 2016: Goat, als Leah
- 2016: Good Kids, als Emily
- 2016: Tell Me How I Die, als Anna Nichols
- 2018: Little Bitches, als Kelly
- 2018: Halloween, als Vicky
- 2018: Monster Party, als Iris
- 2018: Liked, als Catlin
- 2019: Starfish, als Aubrey Parker
- 2020: All the Bright Places, als Amanda
- 2022: Fall, als Shiloh Hunter
- 2023: Beautiful Disaster, als Abby Abernathy
- 2023: See You On Venus, als Amelia "Mia"
- 2024: Beautiful Wedding, als Abby Abernathy
- 2024: F*** Marry Kill, als Kelly

### Televisie
- 2011: Hart of Dixie, als jonge Lemon
- 2012: Lab Rats, als Danielle
- 2013: Glee, als "Katie Fitzgerald" / Marissa
- 2013-2014: The Goldbergs, als Lexy Bloom
- 2015: How to Get Away with Murder, als Molly Barlett
- 2016: Law & Order: Special Victims Unit, als Sally Landry
- 2016: Major Crimes, als Brie Miller
- 2016: Secrets and Lies, als Rachel
- 2017: Zoo, als Clem-2
- 2017: The Tap, als Michelle Cuttriss
- 2017-2019: Marvel's Runaways, als Karolina Dean
- 2019: Heartstrings, als jonge Harper
- 2019: The Righteous Gemstones, als Lucy
- 2021: American Horror Stories, als Bernadette
- 2022: Gaslit, als Sharon
- 2025: 1923, als Mabel

## Prijzen
- 2015: Hollywood Beauty Award in de categorie New Beauty Award.[4]
- 2017: Golden Issue Award in de categorie Beste Ensemble Cast, die won ze met de gehele cast van de televisieserie Marvel's Runaways.[5]